# Trajekte
Trajekte war eine kulturwissenschaftliche Fachzeitschrift des Zentrums für Literatur- und Kulturforschung Berlin. Sie erschien zwischen 2000 und 2015 und behandelte Themen der europäischen Kulturgeschichte, Wissensgeschichte und Wissenschaftsgeschichte auf der Basis philologisch-kulturwissenschaftlicher Methoden. Herausgegeben wurde sie von Daniel Weidner und Stefan Willer sowie von den jeweiligen Direktorinnen des ZfL, Sigrid Weigel und Eva Geulen.

## Programm
Die Zeitschrift Trajekte reflektierte die Forschungsschwerpunkte des ZfL. Anhand von Beiträgen der Mitarbeiterinnen und Mitarbeiter sowie von Gästen und Wissenschaftlerinnen und Wissenschaftlern, mit denen das ZfL kooperiert, vermittelte sie Einblicke in aktuelle Forschungsgebiete der Literatur- und Kulturwissenschaften. Neben wissenschaftlichen Aufsätzen gab es die Rubriken "Bildessay" und "Aus dem Archiv". Die grafische Gestaltung legte zudem ein besonderes Gewicht auf das Zusammenspiel von Bild und Text. Seit dem Heft 29/2014 erschien die Zeitschrift ergänzend in englischer oder französischer Sprache.
Seit 2006 waren die Trajekte als Themenhefte organisiert.
- 13 (2006): Walter Benjamin
- 14 (2007): Erbe – Erbschaft – Vererbung. Jenseitsökonomie – Generationen – Demographie
- 15 (2007): Pathos, Bilder, Religion. Zur Kritik der Gewalt
- 16 (2008): Figuren des Wissens
- 17 (2008): Affekte, Expressionen, Emotionen
- 18 (2009): Überleben
- 19 (2009): Ost-West-Passagen
- 20 (2010): Aus Berliner Archiven. Beiträge zum Berliner Wissenschaftsjahr 2010
- 21 (2010): Visionen. Sehen des Unsichtbaren
- 22 (2011): Spiel/e/n
- 23 (2011): Deutschsprachige Geisteswissenschaften – Anderswo
- 24 (2012): Interdisziplinäre Begriffsgeschichte
- 25 (2012): Kopf, Schädel, Gesicht
- 26 (2013): Heilige Berge
- 27 (2013): Archive der Natur
- 28 (2104): Jerusalemer Straße, Berlin-Mitte
- 29 (2014): Zuhören / Listen (deutsch / englisch)
- 30 (2015): Schlüsselbegriffe der Kulturwissenschaft / Key Concepts of Cultural Science (deutsch / englisch)
- 31 (2015): Kommentar / Commentary (deutsch / englisch)